# Cytheridae
Cytheridae – rodzina małżoraczków z rzędu Podocopida i podrzędu Cytherocopina.
Przedstawiciele rodziny mają karapaksy w obrysie bocznym prawie sześciokątne z tylnym kątem położonym w połowie wysokości i mniej lub więcej wyraźnym. Na dobrze widoczną ornamentację powierzchni klap składa się lekkie dołkowanie i bardzo delikatne listewki o przebiegu promienistym. Zamek jest typu antimerodontycznego. Obecne kanały porowe normalnego i sitkowatego typu.
Należy tu 165 współczesnych gatunków. Do rodziny zalicza się rodzaje:
- Abditacythere Hartmann, 1964
- † Asymmetricythere Bassiouni, 1971
- Austrocythere Hartmann, 1989
- Cobancythere
- † Cyamocytheridea Oertli, 1956
- Cythere Mueller, 1785
- Cythereis Jones, 1849
- † Cytherideis Jones, 1856
- Dampiercythere Hartmann, 1978
- Delamarcythere Hartmann, 1974
- † Donzocythere Gruendel, 1975
- † Eopaijenborchella Keij, 1957
- † Gangamocytheridea Bold, 1963
- Hanaiborchella Gruendel, 1976
- † Iorubaella Reyment, 1963
- Jankeijcythere McKenzie, 1988
- Javanella Kingma, 1948
- † Lophodentina Apostolescu, 1959
- Loxocythere Hornibrook, 1952
- † Marslatourella Malz, 1959
- † Kikliocythere Howe et Laurencich, 1958
- † Mauritsina Deroo, 1962
- † Paijenborchella Kingma, 1948
- Paijenborchellina Kuznetsova, 1957
- Palmenella Hirschmann, 1915
- † Posacythere Gruendel, 1976
- † Pseudocytheretta Cushman, 1906
- Schizocythere Triebel, 1950
- Spinileberis Hanai, 1961